# Hausdorff Center for Mathematics

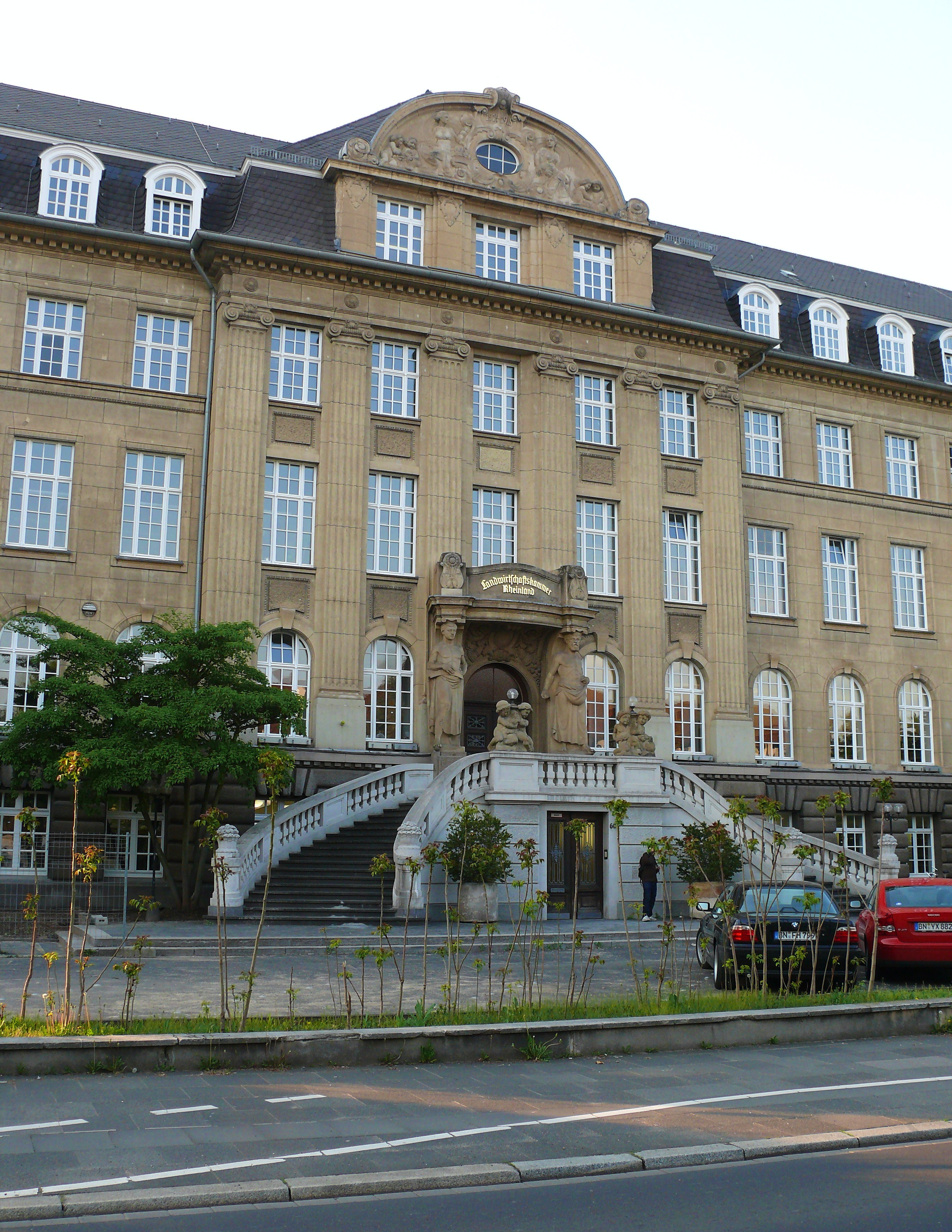
Das ehemalige Gebäude der Landwirtschaftskammer Rheinland beheimatet das Mathematische Institut sowie das Institut für Angewandte Mathematik

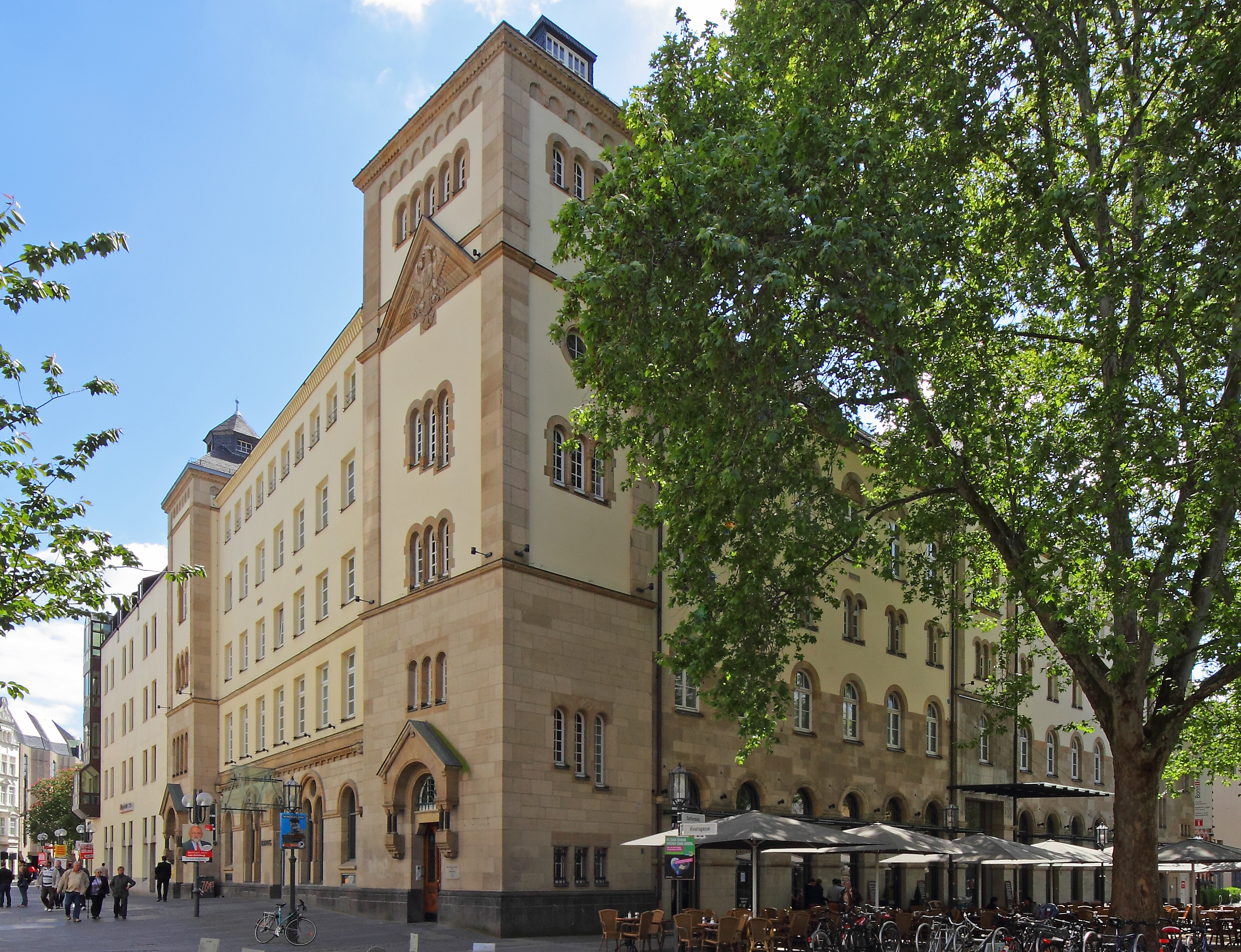
Max-Planck-Institut für Mathematik in den oberen Etagen des alten Postamts am Münsterplatz

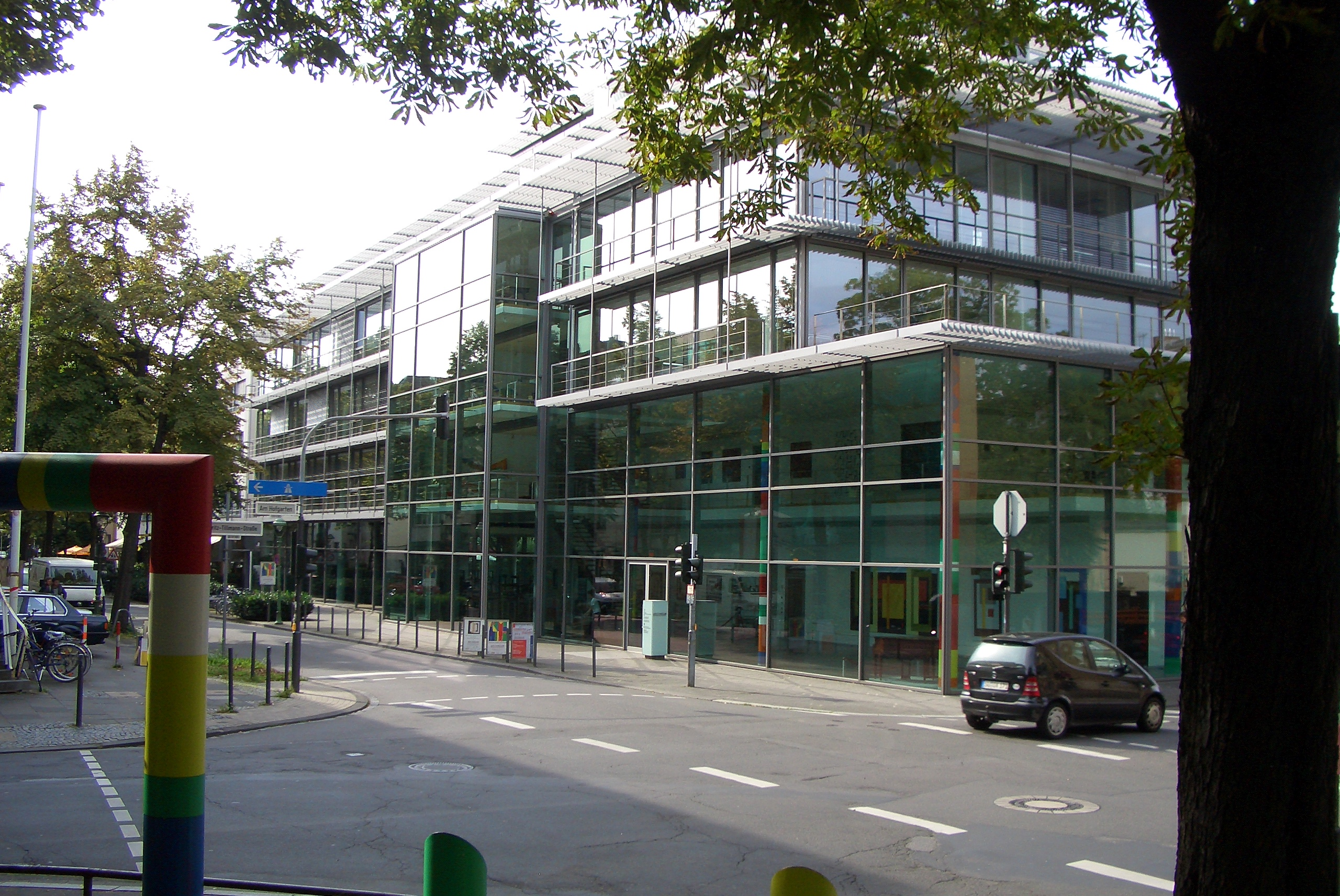
Fassade des Arithmeums im Forschungsinstitut für Diskrete Mathematik am Hofgarten

Das Hausdorff Center for Mathematics (Deutsch: Hausdorff-Zentrum für Mathematik) ist eine Forschungseinrichtung in Bonn, die von den vier mathematischen Instituten an der Rheinischen Friedrich-Wilhelms-Universität Bonn, vom Max-Planck-Institut für Mathematik und vom Institut für Gesellschafts- und Wirtschaftswissenschaften getragen wird. Es wurde 2006 im Rahmen der Exzellenzinitiative des Bundes und der Länder zur Förderung von Wissenschaft und Forschung an deutschen Hochschulen als so genannter Exzellenzcluster gegründet.
Benannt ist das Zentrum nach dem Mathematiker Felix Hausdorff (1868–1942).

## Geschichte
Das Zentrum wurde am 19. und 20. Januar 2007 mit einem Kolloquium offiziell eröffnet. Im Jahr 2012 wurde eine zweite Förderperiode und im September 2019 eine dritte Förderperiode bewilligt. Das Hausdorff Center for Mathematics war bis 2018 das einzige Exzellenzcluster im Bereich Mathematik in ganz Deutschland.

## Organisation
Träger des Hausdorff-Zentrums sind:
- die vier mathematischen Institute der Rheinischen Friedrich-Wilhelms-Universität Bonn:
  - das Mathematische Institut (MI),
  - das Institut für Angewandte Mathematik (IAM),
  - das Institut für Numerische Simulation und (INS),
  - das Forschungsinstitut für Diskrete Mathematik (DM),
- das Max-Planck-Institut für Mathematik (MPIM) und
- das Institut für Gesellschafts- und Wirtschaftswissenschaften der Rheinischen Friedrich-Wilhelms-Universität Bonn.

Der Sprecher des Hausdorff Centers ist Valentin Blomer; sein Stellvertreter ist Stefan Müller. Es sind etwa 70 Bonner Professorinnen und Professoren aus der Mathematik und der theoretischen Ökonomie beteiligt. Mitglieder des HCM sind auch die beiden MPIM-Direktoren und Fieldsmedaillenträger Gerd Faltings und Peter Scholze.
Zum Hausdorff Center for Mathematics gehören
- das Hausdorff Research Institute for Mathematics (HIM).[2] Das HIM organisiert internationale langfristige Forschungsprogramme und fördert den Austausch deutscher Mathematiker mit Kollegen aus aller Welt. Es gibt auch Programme für Nachwuchswissenschaftler. Direktor ist Christoph Thiele.
- die Hausdorff School for Mathematics (HSM),[3] die zentrale Einrichtung für alle Nachwuchswissenschaftler der Bonner Mathematik: von Doktoranden bis zu fortgeschrittenen Postdoktoranden. Direktorin ist Margherita Disertori.